# Saknad, aldrig glömd
Saknad, aldrig glömd (engelska: Unforgotten) är en brittisk kriminaldramaserie som började sändas 2015 på ITV. Serien skapades och skrevs av Chris Lang, och följer två kriminalpoliser i London, DCI Cassie Stuart (Nicola Walker) och DI Sunny Khan (Sanjeev Bhaskar), då de arbetar tillsammans med att lösa kalla fall, historiska försvinnanden och mord. 
Den första säsongen handlar om mordet på Jimmy Sullivan, en student som försvann 1976, vars kvarlevor upptäckts under rivningen av ett hus i norra London.  
Efter framgången med den första säsongen, som även nominerades till en BAFTA för bästa dramaserie 2016, beställde ITV en andra säsong, åter med Lang som manusförfattare. Den andra säsongen handlar om mordet på David Walker, en representant för det Konservativa partiet som försvann 1990, vars kvarlevor återfinns i en resväska som sänkts i floden Lea.  
I den tredje säsongen utreds mordet på skolflickan Hayley Reid (Bronagh Waugh), som försvann från en badort, nyårsafton år 1999. Hennes skelett upptäcks av arbetare som håller på att reparera mittremsan på motorvägen M1 i London.
En fjärde säsong hade premiär i februari 2021. En femte säsong är planerad att få premiär 2022

## Rollista
- Nicola Walker - DCI Cassie Stuart (Säsong 1–4)
- Sanjeev Bhaskar - DI Sunil "Sunny" Khan
- Jordan Long - DS Murray Boulting
- Lewis Reeves - DC Jake Collier
- Carolina Main - DC Fran Lingley (Säsong 2– )
- Peter Egan - Martin Hughes, Cassie Stuarts far
- Jassa Ahluwalia - Adam Stuart, Cassie Stuarts son
- Alastair Mackenzie - ex-DCI John Bentley, senare  Cassies partner (Säsong 3– )
- Georgia Mackenzie - Dr. Leanne Balcombe, patolog (Säsong 3– )
- Michelle Bonnard - Sal, Sunnys partner (Säsong 3– )
- Janet Dibley - Jenny, Martins partner (Säsong 3– )

### Säsong 1 (2015)
- Bernard Hill - Fader Robert Greaves
- Tom Courtenay - Eric Slater
- Trevor Eve - Sir Phillip Cross
- Ruth Sheen - Lizzie Wilton
- Gemma Jones - Claire Slater
- Frances Tomelty - Maureen Sullivan
- Cherie Lunghi - Shirley Cross
- Hannah Gordon - Grace Greaves
- Brian Bovell - Ray Wilton
- Claire Goose - Ellie Greaves
- Tamzin Malleson - Caroline Greaves
- Zoe Telford - Bella Cross
- Tom Austen - Josh Cross
- Dominic Power - Les Slater
- Adam Astill - Matt Slater
- Jonathan Harden - Sean Rawlins
- Tessa Peake-Jones - Sheila
- Harley Alexander-Sule - Jimmy Sullivan
- Pippa Nixon - DC Karen Willetts
- Dannie Pye - Vincent Erskine
- Struan Rodger - Alan Mackay

### Säsong 2 (2017)
- Lorraine Ashbourne - DI Tessa Nixon
- Douglas Hodge - Paul Nixon
- Will Brown - Jason Walker
- Mark Bonnar - Colin Osborne
- Charlie Condou - Simon Osborne
- Rosie Cavaliero - Marion Kelsey
- Nigel Lindsay - Tony Kelsey
- Holly Aird - Elise Dunphy
- Wendy Craig - Joy Dunphy
- Daniel Gosling - David Walker
- Badria Timimi - Sara Mahmoud
- Adeel Akhtar - Hassan Mahmoud
- Josef Altin - Tyler Da Silva
- Bryony Hannah - Cath
- Emma Cunniffe - Janet
- Nathalie Armin - DSI Kuldip Gill

### Säsong 3 (2018)
- James Fleet - Chris Lowe
- Alex Jennings - Tim Finch
- Kevin McNally - James Hollis
- Neil Morrissey - Peter Carr
- Sasha Behar - Jamila Faruk
- Emma Fielding - Amy Hollis
- Indra Ové - Maria Carr
- Amanda Root - Carol Finch
- Sara Stewart - Mel Hollis
- Bronagh Waugh - Jessica Reid
- Brid Brennan - Suzanne Reid
- Tom Rhys Harries - Eliot Hollis
- Siobhan Redmond - Derran Finch
- Lucinda Dryzek - Claire Finch
- Jo Herbert - Emma Finch
- Ash Rizi - Dr. Walsh

### Säsong 4 (2021)
- Susan Lynch - DCC Liz Baildon
- Andy Nyman - Dean Barton
- Phaldut Sharma - DCI Ram Sidhu
- Liz White - Fiona Grayson
- Sheila Hancock - Eileen Baildon
- Lucy Speed - Marnie Barton
- Clare Calbraith - Anna Sidhu
- Daniel Flynn - Geoff Tomlinson
- Alec Newman - Mark Tomlinson
- Ronny Jhutti - Bal Sidhu
- Indira Joshi - Riya Sidhu
- James Craze - Jerome Walsh / Matthew Walsh
- Denise Black - DCI June Marshall
- Kate Williams - Mary Quinn
- Charles Dale - Chief Constable Robin
- Amanda Douge - Janet
- Mina Andala - Eugenia Castillo
- David Schofield - Clive Walsh
- Ian Burfield - Ian Henderson
- Elizabeth Counsell - Suzie Montgomery